# Malabói nemzetközi repülőtér
A Malabói nemzetközi repülőtér vagy Saint Isabel repülőtér (IATA: SSG, ICAO: FGSL) (spanyol Aeropuerto Internacional de Malabo) egy repülőtér Biokón, Egyenlítői-Guineában. A repülőtér nevét a fővárosról, Malabóról kapta, amely mintegy 9 kilométerre keletre található. Éves utasforgalma 657 287 fő (2017).

## Története
A repülőteret 1990-ben építették meg és főleg a kormány használta.

## Légitársaságok és úti célok
| Légitársaság           | Célállomások                                                                                                  |
| ---------------------- | --- |
| Air France             | Douala, Párizs-Charles de Gaulle                                                                              |
| CEIBA Intercontinental | Abidjan, Annobón, Bata, Brazzaville, Cotonou, Dakar, Douala, Libreville, Lomé, Madrid, Pointe-Noire, São Tomé |
| Cronos Airlines        | Bata, Cotonou, Douala, Lagos, Port Harcourt                                                                   |
| Ethiopian Airlines     | Addisz Abeba, Douala                                                                                          |
| Lufthansa              | Frankfurt, Lagos                                                                                              |
| Royal Air Maroc        | Casablanca, Libreville                                                                                        |
| Turkish Airlines       | Isztambul |

## Forgalom
Az utasforgalom az elmúlt években az alábbi módon változott:
| Utasok száma | 283 991 | 796 379 | 886 559 | 657 287 |
|              | 2009    | 2015    | 2016    | 2017    |

## Fordítás
Ez a szócikk részben vagy egészben  a   Malabo International Airport című angol Wikipédia-szócikk ezen változatának fordításán alapul.  Az eredeti cikk szerkesztőit annak laptörténete sorolja fel. Ez a jelzés csupán a megfogalmazás eredetét és a szerzői jogokat jelzi, nem szolgál a cikkben szereplő információk forrásmegjelöléseként.